# Elnur Muchitdinow
Elnur Muchitdinow (* 21. April 1993) ist ein kasachischer Sprinter, der sich auf die 400-Meter-Distanz spezialisiert hat.

## Sportliche Laufbahn
Erste Erfahrungen bei internationalen Meisterschaften sammelte Elnur Muchitdinow im Jahr 2009, als er bei den Jugend-Asienspielen in Singapur mit 52,16 s in der ersten Runde im 400-Meter-Lauf ausschied. 2023 schied er bei den Hallenasienmeisterschaften in Astana mit 48,39 s im Halbfinale über 400 Meter aus und siegte mit der kasachischen 4-mal-400-Meter-Staffel mit neuem Landesrekord von 3:09,15 min gemeinsam mit Andrei Sokolow, Wjatscheslaw Sems und Michail Litwin. Im Jahr darauf verteidigte er dann bei den Hallenasienmeisterschaften in Teheran in 3:12,04 min seinen Titel im Staffelbewerb. 2025 schied er bei den Asienmeisterschaften in Gumi mit 48,39 s in der ersten Runde über 400 Meter aus und belegte mit der Staffel in 3:11,82 min den sechsten Platz.
In den Jahren 2018 und 2022 wurde Muchitdinow kasachischer Meister in der 4-mal-400-Meter-Staffel im Freien sowie von 2021 bis 2023 auch in der Halle. Zudem wurde er 2023 auch Hallenmeister in der 4-mal-200-Meter-Staffel.

## Persönliche Bestzeiten
- 400 Meter: 47,36 s, 22. Juni 2024 in Almaty
  - 400 Meter (Halle): 47,83 s, 5. Februar 2024 in Astana